# ميريت هيرتزمان إريكسون
ميريت هيرتزمان إريكسون (بالإنجليزية: Merit Hertzman-Ericson)‏، (4 فبراير 1911 في داندريد - 26 مارس 1998 في سالتسجوبادن) كانت عالمة نفسية ومؤلفة سويدية.

## نبذة
بعد تخرجها في ستوكهولم في عام 1930، استمرت في جامعة السوربون في باريس، وعادت بعد ذلك إلى السويد وحصلت على درجة البكالوريوس. في ستوكهولم عام 1942 وPhL عام 1946. كانت مديرة في مدرسة نيو سكول 1942-1943، وأخصائية نفسية في مجلس رعاية الأطفال في مدينة ستوكهولم، والرقابة على الأفلام في وكالة الأفلام النرويجية. كانت سكرتيرة الجمعية السويدية للعلاج النفسي الجماعي، وعضو مجلس القسم السريري في جمعية علم النفس.
تزوجت عام 1932 من المهندس بو هيرتسمان إريكسون (1903-1977). كان لديهم ستة أطفال، التوائم لي ولو 1933، وتوم في عام 1936، كاج في عام 1940 والتوأم الثاني فين وجان في عام 1945.